# Gol 2
Gol! 2 (ang. Goal! 2: Living the Dream) – brytyjsko-hiszpańsko-niemiecki dramat sportowy z 2007 roku w reżyserii Jaumego Colleta-Serry.

## Fabuła
Film opowiada historię Santiago Muñeza, który po wykazaniu się w Newcastle United, został przeniesiony do Realu Madryt, ale z początku był graczem rezerwowym. Biorąc zazwyczaj udział w ostatnich minutach meczu, jako zmiennik swego przyjaciela – Gavina Harrisa, stał się ulubieńcem kibiców.
W krótkim czasie dostał jednak czerwoną kartkę w meczu ligowym, a następnie doznał kontuzji nogi, co spowodowało jego wykluczenie z kilku spotkań. Po bójce z fotografem trafił też do więzienia. Tymczasem rywal Muñeza o miejsce w podstawowym składzie – Gavin Harris – znów wrócił do niesamowitej formy strzeleckiej.
Po wszystkich kłopotach Santiago, trener Van der Merwe stracił do niego zaufanie i nie wystawiał w niektórych ważnych meczach.
Akcja filmu kończy się w momencie finału Ligi Mistrzów, gdzie Real Madryt podejmował na Santiago Bernabéu angielski Arsenal F.C.

## Obsada
- Kuno Becker – Santiago Muñez
- Alessandro Nivola – Gavin Harris
- Anna Friel – Roz
- Stephen Dillane – Glen
- Rutger Hauer – Rudi Van der Merwe
- Nick Cannon – TJ Harper (Gracz Arsenal F.C.)
- Frances Barber – Carol Harmison
- Miriam Colon – Mercedes
- Sean Pertwee – Barry
- Elizabeth Peña – Rosa Maria
- Leonor Varela – Jordana Garcia
- Mike Jefferies – Mad Director
- Danny Stepper – American Tourist
- William Beck – Steve Parr
- Emma Field–Rayner – Lorraine
- Kevin Knapman – Jamie Drew

### Piłkarze
- David Beckham
- Iker Casillas
- Thomas Gravesen
- Guti
- Iván Helguera
- Michael Owen
- Júlio Baptista
- Steve McManaman
- Paco Pavón
- Sergio Ramos
- Raúl
- Robinho
- Ronaldo
- Míchel Salgado
- Jonathan Woodgate
- Zinédine Zidane
- Ronaldinho
- Samuel Eto’o
- Carles Puyol
- Rivaldo
- David Albelda
- Pablo Aimar
- Roberto Ayala
- Santiago Cañizares
- Carlos Marchena
- Vicente Rodríguez
- Patrick Kluivert
- Grégory Coupet
- Juninho Pernambucano
- Jens Lehmann
- Cesc Fàbregas
- Fredrik Ljungberg
- Aliaksandr Hleb
- Thierry Henry
- José Antonio Reyes
- Robert Pirès
- Kolo Touré
- Emmanuel Eboué

### Trenerzy
- Gérard Houllier
- Arsène Wenger

### Działacze
- Florentino Pérez
- Alfredo Di Stéfano